# Onthophagus necessarius
Onthophagus necessarius é uma espécie de inseto do género Onthophagus, família Scarabaeidae, ordem Coleoptera.

## História
Foi descrita cientificamente por Reitter em 1892.